# Gent-Wevelgem 2009
Gent-Wevelgem 2009 was de 71ste editie van deze Belgische wielerwedstrijd en werd verreden op woensdag 8 april 2009. De wedstrijd ging van Deinze naar Wevelgem over 203 kilometer en werd gewonnen door de Noor Edvald Boasson Hagen met een tijd van 5 uur en 31 seconden.

## Verslag
Deze editie werd gekenmerkt door barre weersomstandigheden: de hele dag kou, regen en harde windstoten. De waaiers die hierdoor ontstonden zorgden al na 10 kilometer voor een beslissende breuk in het peloton. Een groep van 34 renners raakte los van het peloton en werd de rest van de dag niet meer bijgehaald. Dé topfavoriet voor de dag, de Brit Mark Cavendish, had vlak voor de breuk lek gereden en miste zodoende de slag. Lekke banden deden ook Tom Boonen en Heinrich Haussler de das om: zij zaten wél in de kopgroep, maar vielen terug. Graeme Brown kwam in de kopgroep ten val, en moest naar het ziekenhuis worden afgevoerd.
De grote kopgroep viel uiteen in twee groepjes na de eerste beklimming van de Kemmelberg. Robbie McEwen wist als de enige renner later nog de sprong naar de voorste renners te maken, maar was daarna nooit meer in staat mee te doen om de prijzen. De beslissende demarrage van de wedstrijd werd gedaan door de Wit-Rus Aljaksandr Koetsjynski, vlak voor de tweede beklimming van de Kemmelberg. Alleen de Noor Edvald Boasson Hagen kon hem nog bijhalen, door op de berg van zijn concurrenten weg te rijden. Met z'n tweeën reden ze de achtervolgende groep snel op een minuut achterstand. Een tegenaanval uit deze groep van het trio Mathew Hayman, Matthew Goss en Andreas Klier kwam te laat. Zij strandden uiteindelijk op een kleine minuut van de koplopers, met de rest van de achtervolgers daar weer iets minder dan een minuut achter. De afsluitende sprint-a-deux werd uiteindelijk van ver aangegaan door de erkende sprinter Boasson Hagen, maar hij bleek sterk genoeg om Koetsjynski ruim voor te blijven. Voor de nog maar 21-jarige Noor was dit de eerste echte grote klassiekerwinst uit zijn carrière.

## Hellingen
De volgende hellingen moesten in de editie van 2009 beklommen worden:

## Uitslag
| Rang | Naam                   | Land                | Ploeg             | Tijd      |
| ---- | ---------------------- | ------------------- | ----------------- | --------- |
| 1    | Edvald Boasson Hagen   | Noorwegen           | Team Columbia     | 5u 00'31" |
| 2    | Aljaksandr Koetsjynski | Wit-Rusland         | Liquigas          | z.t.      |
| 3    | Matthew Goss           | Australië           | Team Saxo Bank    | op 53"    |
| 4    | Mathew Hayman          | Australië           | Rabobank          | z.t.      |
| 5    | Andreas Klier          | Duitsland           | Cervélo           | op 57"    |
| 6    | Koldo Fernández        | Spanje              | Euskaltel-Euskadi | op 1'49"  |
| 7    | Marcus Burghardt       | Duitsland           | Team Columbia     | op 2'14"  |
| 8    | Tom Leezer             | Nederland           | Rabobank          | z.t.      |
| 9    | Manuel Quinziato       | Italië              | Liquigas          | z.t.      |
| 10   | Jeremy Hunt            | Verenigd Koninkrijk | Cervélo           | z.t.      |

1934 · 1935 · 1936 · 1937 · 1938 · 1939 · 1940 · 1941 · 1942 · 1943 · 1944 · 1945 · 1946 · 1947 · 1948 · 1949 · 1950 · 1951 · 1952 · 1953 · 1954 · 1955 · 1956 · 1957 · 1958 · 1959 · 1960 · 1961 · 1962 · 1963 · 1964 · 1965 · 1966 · 1967 · 1968 · 1969 · 1970 · 1971 · 1972 · 1973 · 1974 · 1975 · 1976 · 1977 · 1978 · 1979 · 1980 · 1981 · 1982 · 1983 · 1984 · 1985 · 1986 · 1987 · 1988 · 1989 · 1990 · 1991 · 1992 · 1993 · 1994 · 1995 · 1996 · 1997 · 1998 · 1999 · 2000 · 2001 · 2002 · 2003 · 2004 · 2005 · 2006 · 2007 · 2008 · 2009 · 2010 · 2011 · 2012 · 2013 · 2014 · 2015 · 2016 · 2017 · 2018 · 2019 · 2020 · 2021 · 2022 · 2023 · 2024
Lijst van beklimmingen
 Tour Down Under · 
 Ronde van Vlaanderen · 
 Ronde van het Baskenland · 
 Gent-Wevelgem · 
 Amstel Gold Race · 
 Ronde van Romandië · 
 Ronde van Catalonië · 
 Critérium du Dauphiné Libéré · 
 Ronde van Zwitserland · 
 Clásica San Sebastián · 
 Ronde van Polen · 
 Vattenfall Cyclassics · 
  Eneco Tour · 
 GP Ouest France-Plouay